# Polnische Eishockeyliga 1927/28
Die Saison 1927/28 war die zweite Austragung der polnischen Eishockeymeisterschaft. Meister wurde zum insgesamt zweiten Mal in der Vereinsgeschichte AZS Warszawa.

## Modus

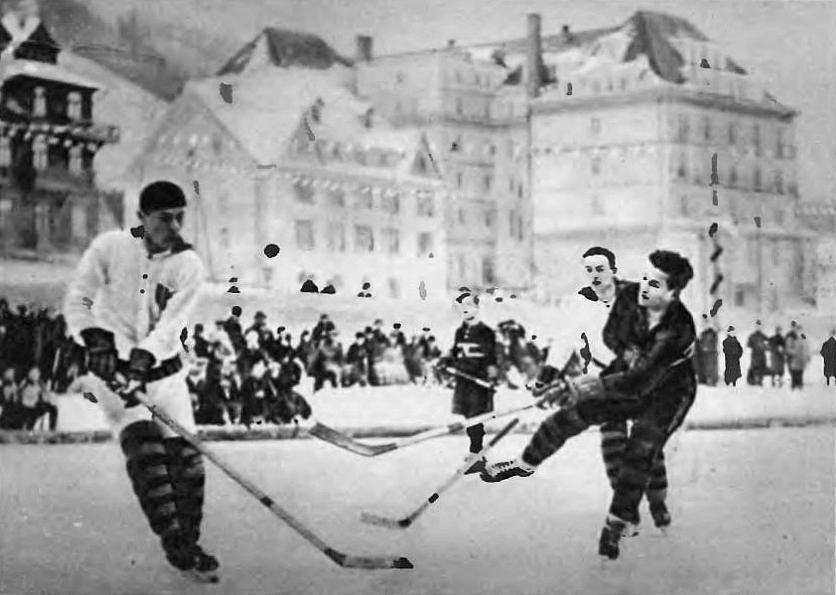
Pogoń Lwów - Legia Warszawa (1928)

Die fünf besten Mannschaften Polens qualifizierten sich für das Finalturnier. Der Erstplatzierte des Finalturniers wurde Meister. Für einen Sieg erhielt jede Mannschaft zwei Punkte, bei einem Unentschieden gab es einen Punkt und bei einer Niederlage null Punkte.

## Finalturnier
|    | Klub           | Sp | S | U | N | Tore  | Punkte |
| -- | -------------- | -- | - | - | - | ----- | ------ |
| 1. | AZS Warszawa   | 4  | 4 | 0 | 0 | 36:02 | 8      |
| 2. | Legia Warszawa | 4  | 2 | 1 | 1 | 11:10 | 5      |
| 3. | TKS Toruń      | 4  | 2 | 0 | 2 | 05:17 | 4      |
| 4. | Pogoń Lwów     | 4  | 1 | 1 | 2 | 11:08 | 3      |
| 5. | AZS Vilnius    | 4  | 0 | 0 | 4 | 03:29 | 0      |

Sp = Spiele, S = Siege, U = Unentschieden, N = Niederlagen,